# Henry Ellenson
Henry Ellenson, né le 13 janvier 1997 à Rice Lake dans le Wisconsin, est un joueur américain de basket-ball. Il évolue aux postes d'ailier fort et pivot.

## Biographie

### Carrière universitaire
Durant l'été 2014, il est sacré champion du monde U17 avec les États-Unis.
En octobre 2014, il s'inscrit à l'université de Marquette.
Le 4 avril 2016, il annonce sa candidature à la draft 2016 de la NBA.
En juin 2016, il est testé par les Lakers de Los Angeles.
Il est annoncé dans la Lottery Pick (Top 14) et fait un mini-buzz lors d'un workout dans lequel on le voit jouer en 1 contre 1 contre Jimmy Butler (ancien joueur de Marquette).

### Pistons de Détroit (2016 - février 2019)
Le 23 juin 2016, Ellenson est sélectionné par les Pistons de Détroit à la 18e position de la draft 2016 de la NBA. Le 19 juillet 2016, il signe son contrat rookie avec les Pistons. Le 26 octobre, il fait ses débuts professionnels lors de la défaite des Pistons 109 à 91 chez les Raptors de Toronto, terminant la rencontre avec deux rebonds en deux minutes en étant remplaçant. Durant sa saison de rookie, Ellenson est envoyé plusieurs fois chez le Drive de Grand Rapids, l'équipe de D-League affiliée aux Pistons. En 2016-2017, il dispute 21 rencontres avec le Drive et 19 avec les Pistons.
Auteur d'une première saison où il a manqué d'occasions pour se montrer en NBA, Hellenson doit gagner sa place pour sa deuxième saison.
Le 9 février 2019, il est coupé par les Pistons de Detroit afin de créer une place disponible dans l'effectif de la franchise du Michigan pour la signature de Wayne Ellington.

### Knicks de New York (février - juillet 2019)
Le 20 février 2019, il signe un contrat de 10 jours avec les Knicks de New York.
Il est prolongé jusqu'à la fin de la saison à l'issue du contrat de 10 jours.

### Nets de Brooklyn (juillet 2019 - janvier 2020)
Le 15 juillet 2019, il signe un contrat two-way avec les Nets de Brooklyn. Le 3 janvier 2020, il est coupé.

### Raptors 905
Le 21 janvier 2020, il est acquis par les Raptors 905 dans un échange avec les Nets de Long Island.

## Statistiques

### Universitaires
Les statistiques en matchs universitaires de Henry Ellenson sont les suivantes :
| Saison    | Équipe    | Matchs | Titul. | Min./m | % Tir | % 3pts | % LF | Rbds/m. | Pass/m. | Int/m. | Ctr/m. | Pts/m. |
| --------- | --------- | ------ | ------ | ------ | ----- | ------ | ---- | ------- | ------- | ------ | ------ | ------ |
| 2015-2016 | Marquette | 33     | 33     | 33,5   | 44,6  | 28,8   | 74,9 | 9,73    | 1,79    | 0,85   | 1,48   | 17,00  |
| Total     |           | 33     | 33     | 33,5   | 44,6  | 28,8   | 74,9 | 9,73    | 1,79    | 0,85   | 1,48   | 17,00  |

### Professionnels

#### Saison régulière NBA
| Saison    | Équipe   | Matchs | Titul. | Min./m | % Tir | % 3pts | % LF  | Rbds/m. | Pass/m. | Int/m. | Ctr/m. | Pts/m. |
| --------- | -------- | ------ | ------ | ------ | ----- | ------ | ----- | ------- | ------- | ------ | ------ | ------ |
| 2016-2017 | Détroit  | 19     | 2      | 7,7    | 35,9  | 29,4   | 50,0  | 2,16    | 0,37    | 0,05   | 0,05   | 3,16   |
| 2017-2018 | Détroit  | 38     | 0      | 8,7    | 36,3  | 33,3   | 86,2  | 2,13    | 0,53    | 0,13   | 0,00   | 3,97   |
| 2018-2019 | Détroit  | 2      | 0      | 12,4   | 40,0  | 50,0   | 100,0 | 4,50    | 0,50    | 0,00   | 0,00   | 6,00   |
| 2018-2019 | New York | 17     | 0      | 13,8   | 41,2  | 44,1   | 73,9  | 3,35    | 0,88    | 0,41   | 0,12   | 6,00   |
| 2019-2020 | Brooklyn | 5      | 0      | 3,0    | 14,3  | 0,0    | 0,0   | 1,20    | 0,20    | 0,00   | 0,00   | 0,40   |
| Total     |          | 81     | 2      | 9,3    | 37,2  | 34,3   | 77,4  | 2,40    | 0,54    | 0,16   | 0,04   | 4,04   |

Mise à jour le 12 mars 2021

#### Saison régulière D-League/G-League
| Saison    | Équipe       | Matchs | Titul. | Min./m | % Tir | % 3pts | % LF | Rbds/m. | Pass/m. | Int/m. | Ctr/m. | Pts/m. |
| --------- | ------------ | ------ | ------ | ------ | ----- | ------ | ---- | ------- | ------- | ------ | ------ | ------ |
| 2016-2017 | Grand Rapids | 21     | 21     | 35,2   | 41,6  | 32,8   | 80,6 | 8,90    | 1,33    | 0,57   | 0,86   | 17,86  |
| 2017-2018 | Grand Rapids | 2      | 2      | 41,3   | 42,1  | 38,9   | 80,0 | 9,50    | 1,00    | 0,50   | 0,50   | 29,50  |
| 2018-2019 | Grand Rapids | 8      | 8      | 32,2   | 40,5  | 34,7   | 84,5 | 11,50   | 2,88    | 0,25   | 0,88   | 19,50  |
| 2019-2020 | Long Island  | 10     | 6      | 31,5   | 48,3  | 31,3   | 96,2 | 10,50   | 2,30    | 0,60   | 1,30   | 20,10  |
| 2019-2020 | Raptors 905  | 17     | 17     | 36,4   | 54,3  | 42,6   | 76,8 | 9,18    | 3,53    | 0,35   | 1,12   | 21,82  |
| 2020-2021 | Raptors 905  | 15     | 13     | 30,6   | 49,1  | 42,7   | 88,2 | 8,13    | 2,33    | 0,47   | 0,40   | 21,20  |
| Total     |              | 73     | 67     | 33,9   | 46,8  | 37,8   | 82,8 | 9,33    | 2,34    | 0,47   | 0,88   | 20,27  |

Mise à jour le 12 mars 2021

## Records sur une rencontre en NBA
Les records personnels de Henry Ellenson, officiellement recensés par la NBA sont les suivants :
| Type de statistique        | Saison régulière | Saison régulière                               | Saison régulière             |
| Type de statistique        | Record           | Adversaire                                     | Date                         |
| -------------------------- | ---------------- | ---------------------------------------------- | ---------------------------- |
| Points                     | 15               | @ Rockets de Houston                           | 7 avril 2017                 |
| Paniers marqués            | 6                | @ Rockets de Houston Timberwolves du Minnesota | 7 avril 2017 25 octobre 2017 |
| Paniers tentés             | 16               | @ Rockets de Houston                           | 7 avril 2017                 |
| Paniers à 3 points réussis | 3                | @ Grizzlies de Memphis                         | 9 avril 2017                 |
| Paniers à 3 points tentés  | 8                | @ Rockets de Houston                           | 7 avril 2017                 |
| Lancers francs réussis     | 4                | @ Jazz de l'Utah                               | 13 mars 2018                 |
| Lancers francs tentés      | 10               | @ Heat de Miami                                | 21 mars 2017                 |
| Rebonds offensifs          | 2                | 3 fois                                         |                              |
| Rebonds défensifs          | 9                | @ Rockets de Houston                           | 7 avril 2017                 |
| Rebonds totaux             | 11               | @ Rockets de Houston                           | 7 avril 2017                 |
| Passes décisives           | 3                | @ Knicks de New York                           | 31 mars 2018                 |
| Interceptions              | 1                | 4 fois                                         |                              |
| Contres                    | 1                | @ Rockets de Houston                           | 7 avril 2017                 |
| Balles perdues             | 3                | @ Grizzlies de Memphis @ Magic d'Orlando       | 9 avril 2017 12 avril 2017   |
| Minutes jouées             | 28               | @ Grizzlies de Memphis                         | 9 avril 2017                 |

- Double-double : 1 (au 12/04/2017)
- Triple-double : aucun

## Palmarès
- First-team All-Big East (2016)
- Big East Freshman of the Year (2016)
- McDonald's All-American (2015)
- First-team Parade All-American (2015)
- Wisconsin Mr. Basketball (2015)
- Wisconsin Gatorade Player of the Year (2015)

## Vie privée
Henry est le fils de John et Holly Ellenson, il a deux frères et une sœur. Son père a joué deux saisons (1986-1988) au basket-ball à Marquette où son frère, Wally, était membre de l'équipe de basket-ball.
Henry est le père adoptif de Ruth Ellenson, son chat. Les frères et sœurs de Ruth sont Lou et Milly, qui résident actuellement à Rice Lake. C'est un libéral démocrate.